# Harivarman II
Harivarman II en vietnanmien Dịch-lợi Băng-vương-la est un roi de la VIIe Dynastie du royaume de Champā qui règne vers 989 à 997

## Contexte
Ce souverain que Les vietnamiens nomment  Dịch-lợi Băng-vương-la ou Cu Thi Lo'i Ha-Thanh Bai-Ma-La Du'ong Đa Bai était anciennement désigné dans l'historiographie occidentale sous le nom d'Indravarman (V)On estime désormais qu'il s'agit d'Harivarman II le fondateur de la VIIe Dynastie du royaume de Champa qui refusant de se soumettre à l'usurpateur Lưu Kế Tông s'installe en 989 à Vijaya d'où il envoie une ambassade à l'empereur de Chine pour se plaindre des annamites. L’année suivante Lê Hoàn envahit le Địa lý et déporte ses habitants Harivarman renouvelle ses plaintes et envoie  un rhinocéros apprivoisé à l’Empereur Zhao Guangyi qui ordonne à  Lê Hoàn de rester sur son territoire. En 992 les annamites libèrent 400 hommes capturés lors de leurs précédentes incursions. Harivarman poursuit ses bonnes relations avec l'empire chinois et reçoit des chevaux blancs et des socs de charrues,  à son tour en remerciements il adresse de « somptueux présents ». Les relations avec le Dai Viet semblent s'être également détendues car en 994 son petit-fils nommé Ché Cai par les vietnamiens est envoyé au Dai Viet ce que Lê Hoàn ne manque pas de mentionner aux chinois. Malgré ce signe de vassalité les Chams ne tardent pas à reprendre les agressions contre leurs voisins annamites en 995-997. En 999 un nouveau roi, son fils,  nommé Yan Pu Ku Vijaya Çri occupe le trône sans que nous en sachions plus.

## Source
- Georges Maspero Le Royaume De Champa. T'oung Pao, Second Series, Vol. 12, No. 2 (1911) Chapitre VI (Suite) Dynastie VIII 989-1044 p. 72-87 JSTOR, www.jstor.org/stable/4526131. Consulté le 27 décembre 2020.